# Itsukushima-jinja (Kushiro)
Ne doit pas être confondu avec Itsukushima-jinja.
Itsukushima Jinja (厳島神社) est un sanctuaire shinto situé dans la ville de Kushiro, dans l'île de Hokkaidō au Japon. Il fut fondé au début du XIXe siècle.
Une statue de Yakushi ou Kannon, œuvre du sculpteur Enkū, est répertoriée « bien culturel préfectoral »,.